# 76 mm armata przeciwlotnicza wz. 1914/15
76 mm armata przeciwlotnicza wz. 1914/15 Lendera (8-K) (ros. 76-мм зенитная пушка образца 1914/15 годов) – rosyjskie, następnie radzieckie działo przeciwlotnicze, z okresu I wojny światowej i okresu międzywojennego, używane także podczas II wojny światowej. Pierwszą wersją była małoseryjna armata wz. 1914. Stosowana była także jako armata morska.

## Historia
Pomysłodawcą skonstruowania specjalnej armaty przeciwlotniczej na podwoziu samochodowym na bazie rosyjskiej armaty polowej wz. 1902 był w 1912 roku sztabskapitan gwardii Wasilij Tarnowski, lecz wówczas jego idea nie zyskała zainteresowania Głównego Zarządu Artyleryjskiego (GAU). Projekt swój przekazał następnie do rozwoju Zakładom Putiłowskim w Petersburgu. W lipcu 1913 roku prace nad armatą przeciwlotniczą na podwoziu samochodu podjął tam inż. Franz Lender we współpracy z Tarnowskim. W przeddzień I wojny światowej, w czerwcu 1914 roku GAU zamówił partię próbną 12 armat. Pierwsze cztery działa ukończono w lutym 1915 roku, po czym w marcu poddano je próbom poligonowym i sformowano z nich baterię. Montowano je na 5-tonowych podwoziach ciężarówek Russo-Bałt. Armata otrzymała oznaczenie wzoru 1914 (ros. obrazca 1914 goda), a znana była jako armata Lendera. Spotykano też w dokumentach nazwę armaty Tarnowskiego-Lendera. W 1915 roku jednak zmodyfikowano konstrukcję podstawy, zwiększając kąt podniesienia z 65° do 75°, na zamówienie marynarki, co wraz z innymi ulepszeniami doprowadziło do powstania modelu wzór 1914/15. Od lat 30. w dokumentach armaty te były również oznaczane jako wzór 1915.
W 1916 roku wyprodukowano w Zakładach Putiłowskich 26 dział, a w 1917 roku 110, po czym, po przerwie, w 1919 roku jeszcze 82. Po zakończeniu wojny domowej, władze radzieckie podjęły produkcję dział w fabryce nr 8 im. Kalinina w Podlipkach, pod oznaczeniem fabrycznym 8K. Od 1922 do 1931 roku powstało ich tam 844.

## Zastosowanie

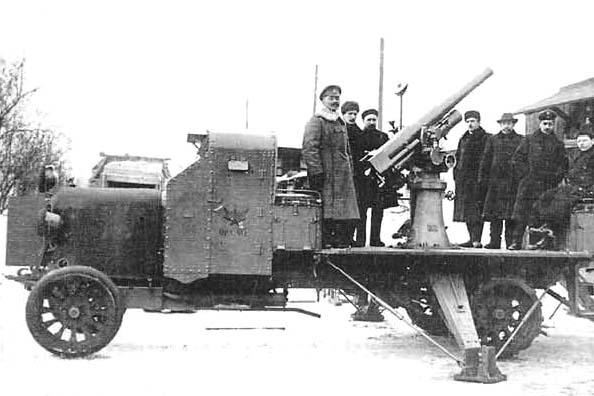
Samochód Russo-Bałt T z armatą wz. 1914

Pierwsza bateria samochodowa z armatami wz. 1914, której dowództwo powierzono kapitanowi Tarnowskiemu, została sformowana w marcu 1915 roku w Carskim Siole. 14 marca 1915 roku została przetransportowana na front, do Warszawy, a następnie do Łomży, gdzie 1 kwietnia pierwszy raz wstąpiła do walki z niemieckim samolotem.
Armata wz. 1914/15 montowana była początkowo na samochodach ciężarowych, wagonach kolejowych (w tym pociągach pancernych), okrętach oraz stałych stanowiskach betonowych. Od 1927 roku, oprócz stanowisk stałych, wprowadzono półstałe platformy wzór 1927 (ZU-27), przyczepy do ciągu mechanicznego wzór 1925 (ZU-25) i wzór 1929 (ZU-29) i do ciągu konnego wzór 1926 (ZU-26).
1 listopada 1936 roku Armia Czerwona miała 808 armat i 19 szkolnych, a 22 czerwca 1941 roku jeszcze 539 armat, które wzięły udział w II wojnie światowej.

## Opis
Armata z półautomatycznym zamkiem klinowym. Lufa o długości 2307 mm (30,5 kalibrów) początkowo była warstwowa bez koszulki, w latach 20. wprowadzono lufę z koszulką wewnętrzną. Lufa miała 24 gwinty. Masa lufy wynosiła 437-440 kg. Opornik hydrauliczny pod lufą, powrotnik sprężynowy wokół opornika.
Podstawa stożkowa, mocowana do podłoża za pomocą kotw lub śrub, zapewniająca kąt obrotu 360°. Kąt podniesienia wynosił od -5° do 75° (do 65° w armatach wz. 14). Prędkość naprowadzania ręcznego wynosiła 2° w pionie i 3,6° w poziomie. Armaty morskie mogły mieć małą tarczę po lewej stronie. Masa kompletnej armaty z podstawą wynosiła ok. 1300 kg.
Armata strzelała szrapnelami o masie 6,5 kg i prędkości wylotowej 588,2 m/s oraz granatami o masie 6 kg i prędkości wylotowej 609,6 m/s. Donośność granatu wynosiła 7265 m, a pułap 4480 m, natomiast pułap szrapnela – 4908 m. Maksymalny pułap przy pociskach z 29-sekundową ścieżką prochową przy maksymalnym podniesieniu wynosił 6900 m. Amunicja była zunifikowana z armatą polową wz. 1902. Długość łuski wynosiła 385 mm.
Szybkostrzelność maksymalna wynosiła 30 strzałów na minutę, a praktyczna do 10-12 strzałów.